# Distretto di Ialoveni
Il distretto di Ialoveni è uno dei 32 distretti della Moldavia, il capoluogo è la città di Ialoveni.

## Società

### Evoluzione demografica
In base ai dati del censimento, la popolazione è così divisa dal punto di vista etnico:
| Etnia       | Abitanti | %     |
| ----------- | -------- | ----- |
| Moldavi     | 91.379   | 93,53 |
| Ucraini     | 1.117    | 1,14  |
| Russi       | 1.112    | 1,13  |
| Gagauzi     | 95       | 0,10  |
| Bulgari     | 935      | 0,96  |
| Rumeni      | 2.608    | 2,67  |
| Altre etnie | 458      | 0,47  |

## Geografia antropica

### Suddivisioni amministrative
Il distretto è formato da 1 città e 24 comuni

#### Città
- Ialoveni

#### Comuni
- Bardar
- Cărbuna
- Costești
- Cigîrleni
- Gangura
- Dănceni
- Hansca
- Horești
- Horodca
- Malcoci
- Mileștii Mici
- Molești
- Nimoreni
- Pojăreni
- Puhoi
- Răzeni
- Ruseștii Noi
- Sociteni
- Suruceni
- Țipala
- Ulmu
- Văratic
- Văsieni
- Zîmbreni